# Exit (comando)
exit é um comando dos sistemas operacionais unix-like e MS-DOS e linguagens de script. O comando faz com que o shell ou programa finalize.